# Пратін
Пратін (дав.-гр. Πρατίνας, кінець VI століття до н. е. — початок V ст. до н. е.) — давньогрецький поет, винахідник сатиричної драми.

## Життя та творчість
Народився у м. Фліунт. Здобув класичну освіту. Замолоду перебрався до Афін. У 500 році до н. е. вперше поставив свою п'єсу. Тоді ж став театральним суперником Есхіла. З приватного життя Пратіна відомо лише, що він мав сина на ім'я Аристіад. Той також був автором драм.
Пратін уславився перш за все винайдення жанру сатиричної драми — щось посереднє між трагедією та комедією. При цього значна увага приділялася хору сатирів. Дії акторів були більш жвавими, у них збільшувалося кількість тексту. У доробку Пратіна було 50 п'єс, з них 32 сатиричні драми. Втім зберігся на тепер лише 1 уривок під назвою «Гіпорхемата». Відомо про такі праці Пратіна, як «Воїн», «Перси», «Тантал».
Є відомості також, що Пратін був автором дифірамбів та гімнів.